# Vasaloppet 1929
Vasaloppet 1929 hölls söndagen den 3 mars 1929 som det åttonde loppet i ordningen. Johan Abram Persson från Arjeplog vann på tiden 6:38:22.

## Loppet
Prins Gustaf Adolf flaggade iväg de 87 löparna som kom till start och det nalkades kris för Vasaloppet då allt fler storlöpare bojkottade loppet som till stor del kördes på landsvägar. I Vörderås kom ett extrainsatt turisttåg från Sälens station. Tätklungan hann över järnvägsövergången men sedan delade tåget fältet.
72 löpare tog sig i mål där Johan Abram Persson från Arjeplogs SK var först i målet på 6:38:22 och bekransades av kranskullan Elin Henriksson.

## Resultat
| Plac | Namn                | Klubb        | Tid     |
| ---- | ------------------- | ------------ | ------- |
| 1    | Johan Abram Persson | Arjeplogs Sk | 6:38:22 |
| 2    | Olle Lingvall       | Stugsunds Ik | 6:38:30 |
| 3    | Helge Wikström      | Luleå Sk     | 6:39:15 |
| 4    | Anders Ström        | Ifk Mora     | 6:39:35 |
| 5    | Ludvig Grahn        | Vindelns If  | 6:40:27 |
| 6    | Ivar Larsson        | Sälens If    | 6:41:28 |
| 7    | John Wikström       | If Thor      | 6:41:36 |
| 8    | Hilding Pettersson  | Bodens Bk    | 6:41:36 |
| 9    | Anton Stenberg      | Vindelns If  | 6:42:25 |
| 10   | A F Lindblom        | Dorotea If   | 6:42:50 |